# Thomas B. Robertson

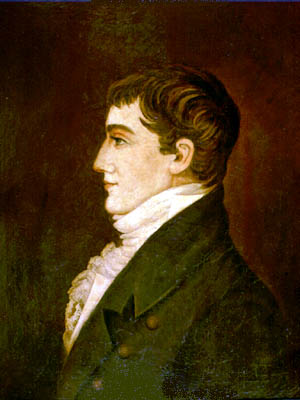
Thomas B. Robertson

Thomas Bolling Robertson (* 27. Februar 1775 in Petersburg, Colony of Virginia; † 5. Oktober 1828 in White Sulphur Springs, Virginia) war ein US-amerikanischer Politiker und von 1820 bis 1824 Gouverneur des Bundesstaates Louisiana.

## Frühe Jahre und politischer Aufstieg
Robertson besuchte bis 1797 das William and Mary College in Virginia. Nach einem anschließenden Jurastudium wurde er 1806 als Rechtsanwalt zugelassen, worauf er in Petersburg zu praktizieren begann. Im Jahr 1807 wurde er von Präsident Thomas Jefferson zum Staatssekretär im Orleans-Territorium ernannt. Damit war er von 1807 bis 1811 Stellvertreter des Territorialgouverneurs William Claiborne, mit dem er auch manchmal Differenzen hatte. Nachdem Louisiana 1812 als Bundesstaat den Vereinigten Staaten beigetreten war, wurde Robertson in das US-Repräsentantenhaus in Washington, D.C. gewählt. Dort vertrat er zwischen dem 30. April 1812 und dem 20. April 1818 den neuen Bundesstaat. Im Kongress war er Vorsitzender des Ausschusses zur Verwaltung des öffentlichen Landes (Committee on Public Lands). Er setzte sich damals für Einfuhrzölle auf Zucker ein, um die Zuckerproduktion in Louisiana vor Importen zu schützen. Nach seiner Zeit in Washington wurde Robertson von 1819 bis 1820 Attorney General von Louisiana.

## Gouverneur von Louisiana
Am 3. Juli 1820 wurde er als Kandidat der Demokratisch-Republikanischen Partei zum Gouverneur von Louisiana gewählt, wobei er sich mit 40,1 Prozent der Stimmen vor Pierre Derbigny (25 Prozent), Abner L. Duncan (21,7 Prozent) und Jean Noel Destréhan (13,2 Prozent) durchsetzte. Robertson trat sein neues Amt am 18. Dezember 1820 an. In seiner Amtszeit wurden die Straßen des Staates ausgebaut und das Schulsystem verbessert. Ansonsten war seine Amtszeit von den Gegensätzen zwischen der kreolischen und der anglo-amerikanischen Bevölkerung überschattet. Die Kreolen hatten das Land lange vor den aus dem Norden eingewanderten Amerikanern besiedelt und fühlten sich nun von diesen bevormundet. Es kam zu Ausschreitungen zwischen den beiden Gruppen. Gouverneur Robertson stand dieser Entwicklung tatenlos gegenüber. Der Konflikt bzw. seine Tatenlosigkeit schadete seinem Ansehen als Gouverneur und am 15. November 1824 trat er angesichts der ausweglosen Lage zurück. Allerdings wäre seine Amtszeit ohnehin im Dezember desselben Jahres abgelaufen.

## Weiterer Lebensweg
Nach seinem Rücktritt wurde Robertson als Nachfolger des verstorbenen John Dick Richter am Bundesbezirksgericht für den östlichen und den westlichen Distrikt von Louisiana. Dieses Amt behielt er bis 1827. Aufgrund seines schlechter werdenden Gesundheitszustandes reiste Robertson im Jahr 1828 nach White Sulphur Springs im heutigen West Virginia. Dort hoffte er vergeblich auf eine gesundheitliche Besserung. Er starb am 5. Oktober 1828 und wurde auf dem Copeland-Hill-Friedhof in White Sulphur Springs beigesetzt. Thomas Robertson war mit Lelia Skipwith verheiratet.
Sein Bruder Wyndham Robertson (1803–1888) war zwischen 1836 und 1837 Gouverneur von Virginia. Ein weiterer Bruder, John Robertson (1787–1873), saß zwischen 1834 und 1839 für Virginia im US-Repräsentantenhaus.